# Odaiba
Odaiba (お台場) (nekad poznat kao Daiba a ponekad i kao Tokyo Teleport Town) je veliki umjetni otok u Tokijskom zaljevu u Japanu. Administrativno pripada četvrtma Minato, Koto i Shinagawa.

## Vanjske poveznice
Vodič: Odaiba na Wikivoyageu
- Budget guide to Odaiba
- Odaiba Decks
- Odaiba Travel Guide @ Picturetokyo.com  Arhivirana inačica izvorne stranice od 14. prosinca 2006. (Wayback Machine) Information and Gallery